# Szelén
A szelén egy nemfémes elem, amelynek a rendszáma 34 és a vegyjele Se, nyelvújításkori neve reteny. Az oxigéncsoport eleme, tulajdonságai a kénéhez és a tellúréhoz hasonlóak. Több allotrop módosulata is ismert. Ezek közül a két legjelentősebb neve vörös szelén és szürke szelén. A vörös szelén a kénre hasonlít, a szürke szelén néhány tulajdonsága már a fémekre emlékeztet. A szürke, fémes jellegű módosulat félvezető tulajdonságú. A szelén nagy mennyiségben mérgező, de kis mennyiségben szüksége van rá a szervezetnek.
A szelén név a Hold görög nevéből, szelénéből (σελήνη) származik. Jöns Jakob Berzelius nevezte el, utalva arra, hogy a szelén ugyanúgy kísérője a tellúrnak, mint a Földnek a Hold.

## Módosulatai

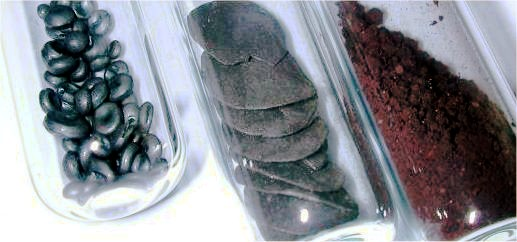
Fekete, szürke és vörös szelén

A szelénnek több allotrop módosulata létezik, ezek közül a két legjelentősebb a vörös szelén és a szürke szelén. Létezik még amorf vörös és fekete szelén is. A vörös szelén tulajdonságai a kénhez hasonlítanak. Vörös színű, molekularácsos, benne a nyolcatomos kénmolekulákhoz hasonló Se8 molekulák találhatók. Vörös szelént a fekete szelén szén-diszulfidban való forralásával vagy szeléntartalmú vegyületek termikus bontásával állíthatunk elő. Közönséges körülmények között nem stabil, átalakul sötétszürke színű, fémes kinézetű szürke szelénné. A szürke szelén néhány tulajdonsága már a fémekre hasonlít. Legstabilabb módosulat. A rácsa egydimenziós lánc szerkezetű. Félvezető tulajdonságú, sötétben csak alig vezeti az elektromos áramot, de fény hatására az elektromos vezetőképessége jelentősen megnő, ezért fotocellákban használható. Ez a fémes módosulat hatszöges rendszerű kristályokat alkot. Olvadék lassú hűtésével állítható elő. Ha folyékony szelént öntenek vízbe, akkor a szelén sötétszürke színű, kaucsukszerű, rugalmas módosulata válik ki. Létezik amorf szelén is, ami vörös színű por. A szelén módosulatai közül csak a vörös oldódik szén-diszulfidban, az oldat vörös színű.

## Kémiai tulajdonságai
A szelén kémiai tulajdonságai a kén kémiai tulajdonságaira hasonlítanak. Vegyületet képez alkálifémekkel és alkáliföldfémekkel, ezekben a vegyületekben kétszeresen negatív töltésű anion. Hidrogénnel reagál, hidrogén-szelenidet (H2Se) képez. A reakció csak magas hőmérsékleten játszódik le.
{\displaystyle \mathrm {H_{2}+Se\rightarrow H_{2}Se} \,\!}
Oxigén jelenlétében elég, szelén-dioxid (SeO2) keletkezik:
{\displaystyle \mathrm {Se+O_{2}\rightarrow SeO_{2}} \,\!}
Híg salétromsav a szelénport szelénessav képződése közben oxidálja:
{\displaystyle \mathrm {3\ Se+4\ HNO_{3}+H_{2}O\rightarrow 3\ H_{2}SeO_{3}+4\ NO} \,\!}

Halogénekkel halogenideket képez. A fémekkel szelenideket alkot, a szelenidek tulajdonságai a szulfidokhoz hasonlóak.

## Vegyületei
A hidrogén-szelenid (H2Se) tulajdonságai a kén-hidrogén tulajdonságaira emlékeztetnek. Gáz-halmazállapotú. Redukáló tulajdonságú. Oxigénnel szelén-dioxiddá ég el. A szelén-hidrogén molekulában a H-Se-H kötésszög (90°) jelentősen kisebb mint a H-O-H kötésszög a vízmolekulában (104,5°), a kén-hidrogén 92,5°-os H-S-H kötésszögéhez áll közel.
Kétféle oxidja létezik, a szelén-dioxid és a szelén-trioxid. Ezek a kén oxidjaival analógok. Szilárd halmazállapotú vegyületek. Savanhidrideknek tekinthetők, belőlük oxosavak származtathatók. A nekik megfelelő savak a szelénessav (H2SeO3) és a szelénsav (H2SeO4). Ezek a kén-oxosavaknál (H2SO3, H2SO4) instabilabbak.
A szelénsav a kénsavhoz hasonló erősségű sav, de annál erősebb oxidálószer.

## Előfordulása a természetben
A természetben megtalálható, mint a kén kísérője. A szelén ásványai a klaustalit (PbSe2). Előfordul a berzelianit (Cu2Se) és az eukairit ((Cu,Ag)2Se) ásványokként is. Az 54. leggyakoribb elem a Földön.

## Előállítása
A piritből kiinduló kénsavgyártás melléktermékeként keletkező kamraiszapból vagy a réz elektrolitos finomításakor keletkező anódiszapból állítható elő. A kamraiszapba szelén-dioxid formájában kerül bele. Az iszapból a következőképpen vonható ki: Az iszapot először tömény kénsav és salétromsav keverékével reagáltatják, ekkor a szelén szelénessavvá és szelénsavvá alakul. A szelén vörös színű porként válik ki, ha kén-dioxidot vagy kén-hidrogént vezetnek a keletkezett oldatba.

## Felhasználása
A szelén fotoelektromos tulajdonságú, emiatt fotocellák készítésére használható. A szelén sötétben az áramot alig vezeti, de megvilágítás hatására vezetővé válik. Ha a szelén arannyal érintkezik, akkor megvilágítás hatására a fényerősséggel arányos erősségű áramot termel. Ezért megvilágításmérők készítéséhez alkalmazható. Az üveggyártásban a szelén vörös és szürke módosulatát egyrészt az üveg színtelenítésére alkalmazzák, másrészt felhasználják az üveg vörös, rózsaszín vagy narancssárga színűre festéséhez is. Alkalmazzák a gumi vulkanizálásakor és a növények kártevőinek irtására is.

## Élettani jelentősége
Az emberi szervezet számára nélkülözhetetlen esszenciális nyomelem, mely minden sejtben megtalálható és nélkülözhetetlen sok enzim megfelelő biokémiai folyamatainak működéséhez. Kiemelten fontos a szelén a máj megfelelő működéséhez, a hasnyálmirigy működéshez, férfiak számára a herék és a spermaképzés szempontjából lényeges.
Normál esetben étkezéssel bevihető a megfelelő mennyiség, ám az európai földeknek az utóbbi 60 év során lényegesen lecsökkent a szeléntartalmuk, így a táplálékkal már nem jut a szervezet elég szelénhez. Férfiak esetében szelénhiány gyakrabban előfordulhat, mivel szexuális aktus során viszonylag sok szelén távozik a spermiumokkal a szervezetből.
Szelénhiány esetén a májfunkciós értékei (GOT, GPT, GGT) akár 10-szeresére is emelkedhetnek a normálishoz képest, ám a szelén hiányát rendszerint későn diagnosztizálják, mikor már kizárható, hogy a beteg májfunkciós értékeit nem alkohol, vagy egyéb mérgező anyag, esetleg hepatitis vagy zsírmáj okozza.
Szelénhiány érezhető fizikai tünetei: álmosság, motivációhiány, nemzőképesség visszaesése.